# Ernst Wandersleb

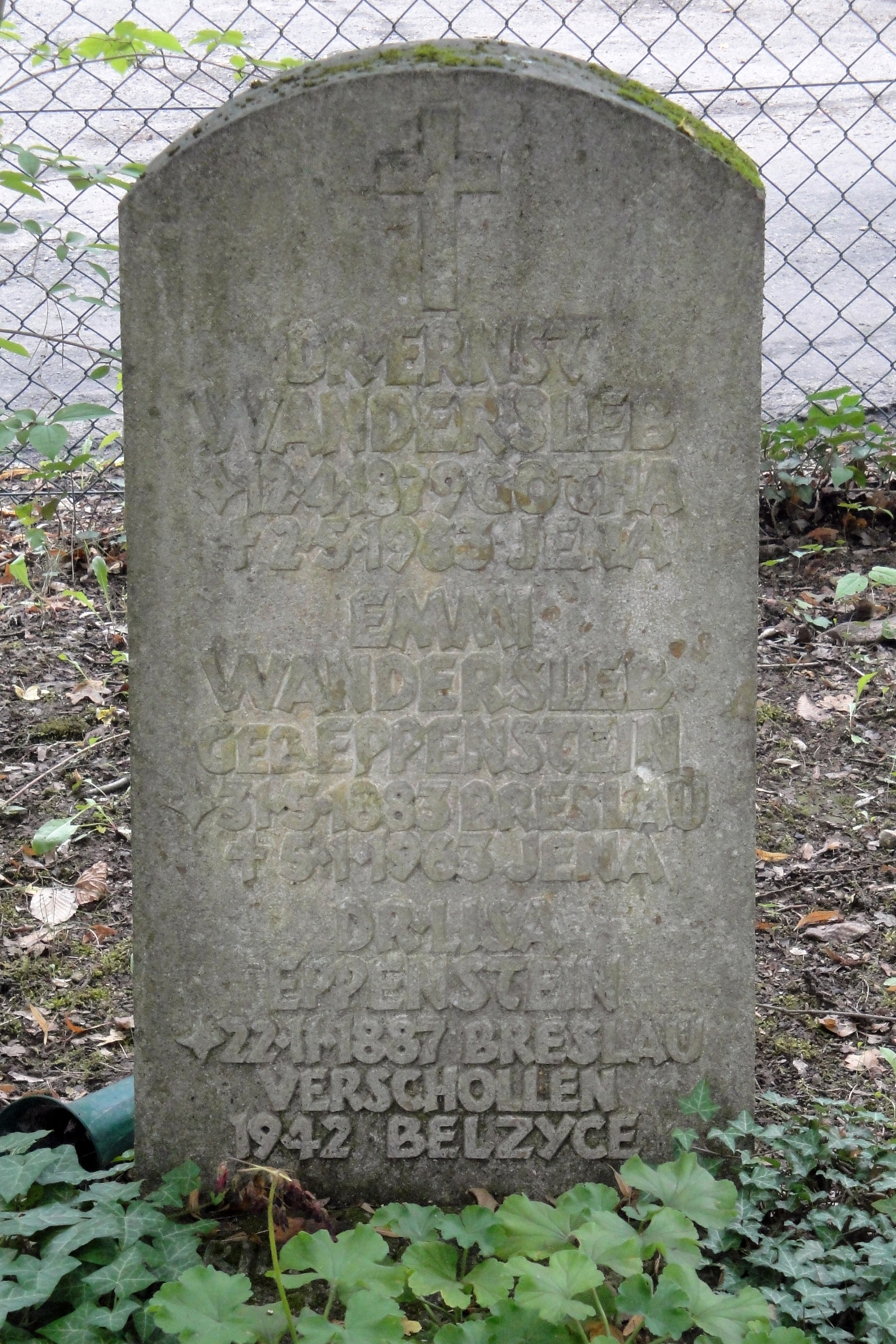
Grab von Ernst Wandersleb auf dem Nordfriedhof in Jena

Ernst Otto Wandersleb (* 12. April 1879 in Gotha; † 2. Mai 1963 in Jena) war ein deutscher Optikkonstrukteur, Fotograf, Ballonfahrer, Bergsteiger und Philanthrop.

## Werdegang und wissenschaftliche Leistungen
1897 legte Wandersleb als Bester seines Jahrgangs am Gothaer Ernestinum das Abitur ab. Anschließend nahm er ein Studium der Physik, Mathematik und Chemie auf, das er in Jena, München und Berlin absolvierte. 1901 promovierte er mit „summa cum laude“ bei dem Physiker Adolf Winkelmann über die Elastizität von Schottgläsern und nahm direkt im Anschluss eine Stellung bei Carl Zeiss in Jena an. Der Geschäftsleiter Ernst Abbe hatte ihn in das Zeiss-Werk geholt, wo er an der Seite von Paul Rudolph, in der Fotoabteilung tätig wurde und Objektive berechnete. Hier erlebte er die Entwicklung des Tessar-Objektivs, das zum 25. April 1902 patentiert wurde und das sich in der Folgezeit zu einem der wichtigsten Objektivtypen im Fotobereich etablierte.
Paul Rudolph war zwar der Erfinder des Tessars, aber die vielen Ausführungsformen als auch die Weiterentwicklung des Typs wurden in Wahrheit von Ernst Wandersleb besorgt. Er hatte früh die Möglichkeiten erkannt, die Lichtstärke des Tessars zu erhöhen. Im Oktober 1904 war die Berechnung des „Tessars 1:4,5“ abgeschlossen, das später als das „Adlerauge der Kamera“ bekannt wurde. Bis 1906 schuf er das damals außergewöhnlich lichtstarke Tessar 1:3,5 und 1908 ein weitwinkliges Tessar 1:9. Parallel dazu erfolgte die Schaffung eines Teleobjektivs, das von Zeiss als „Magnar“ auf den Markt gebracht wurde. Auch hier hatte Wandersleb eine von Paul Rudolph begonnene Entwicklung zu Ende geführt und patentreif gemacht. Als Paul Rudolph zum 1. Oktober 1910 bei Zeiss ausschied, wurde Wandersleb unmittelbar zum Leiter der Abteilung Photo.
Im Jahre 1913 war Willy Merté nach seiner Promotion zu Zeiss gekommen und Wanderslebs Assistent geworden. Der zehn Jahre jüngere Merté führte ab 1915 die Weiterentwicklung der für die Firma sehr prestigeträchtigen Tessare fort. Der Einfluss des hoch talentierten Mertés war nach dem Ersten Weltkrieg derart gewachsen, dass ihn die Zeiss-Geschäftsführung im Jahre 1925 die Leitung des Photo-Rechenbüros übergab. Einer Selbstauskunft Wanderslebs zufolge, die er im Jahre 1946 auf Aufforderung der Sowjetischen Besatzungsbehörden verfasst hat, habe er ab 1925 „in der Regel nur [noch] die Aufgaben im Großen für die Photo-Abteilung“ zu erledigen gehabt; also hauptsächlich organisatorische Tätigkeiten. Als Entwicklungen aus eigener Rechenarbeit seit dem Jahre 1925 führte er an:
- Ausarbeitung des Systems der Proxare als Vorsatzlinsen für Photoobjektive nach dem Prinzip der Punktal-Brillengläser
- Das Photoobjektiv Biotessar
- Einführung einer Steinsalzlinse in das Quarzanastigmat-Triplet, um es zu achromatisieren
- Die richtige, vorher irrtümlich gehandhabte rechnerische Ermittlung der Spiegelverluste im Gaußischen Bereich der Linsensysteme […]
- Die Verschiebung der chromatischen Korrektion zur Anpassung an die panchromatischen Emulsionen und an Farbaufnahmen; durchgeführt Anfang 1939 an einem Suchertriplet und einem Tessar 1:2,8
- Rechnerische Schätzungen von rotationsunsymmetrischen Flächenpaßfehlern in Photoobjektiven
- Rechnerische Schätzungen der Toleranz von Zentrierfehlern
- Optisches System mit einer asphärischen Kittfläche, als Beispiel ein Tessar („siehe das Schweizer Patent Nr. 215 990 vom 17. 7. 1940 mit der deutschen Priorität vom 24. 7. 1939, auf Grund meiner Arbeiten von 1937/38; die Formulierung des Patentes wurde ohne mein Zutun abgeschlossen; ich fand sie wenig glücklich“).[4]

Als weitere Entwicklungsarbeiten während der Zwischenkriegszeit führte er im Jahre 1946 an:
- Der Revolversucher für die Kontax [sic!] und ähnliche Kammern (DRP 653 859 vom 20. 11. 32; am ausführlichsten beschrieben im entsprechenden amerikanischen Patent).
- Der Umstecksucher
- Arbeiten zur wissenschaftlichen Herstellung der Prismenstreifen im Kontaxentfernungsmesser.
- Paralaxemaß [sic!] in einem Kameraentfernungsmesser zum Ablesen der Objektschärfentiefe als Funktion der Objektivöffnung und der Entfernung (DRP 603 075 vom 7. 4. 32)
- Stereoskopischer Entfernungsmesser (DRP 603 028 vom 7. 4. 32)[4]

Des Weiteren schuf und verbesserte Wandersleb in jener Zeit Geräte zur Prüfung der Bildleistung photographischer Objektive und erarbeitete neue Methoden dafür. Seine Messungen zum Lichtabfall in der Bildebene eines Objektives waren Vorarbeiten zu seinem Werk „Die Lichtverteilung im Großen in der Brennebene des photographischen Objektivs“, das er nach 1945 verfasst hat.
Ernst Wandersleb war im Zeisswerk als „ausgesprochener Gegner des Hitlertums“ bekannt. Weil er in sogenannter „Mischehe“ mit seiner jüdischen Ehefrau Emmy lebte, der Schwester von Otto Eppenstein, wurden er und seine Familie während des „Dritten Reiches“ schon seit langem diskriminiert. Nach unvorsichtigen Äußerungen, in denen er unter anderem das niedrige Niveau von Hitlers „Mein Kampf“ thematisiert hatte, wurde er von seinem ehemaligen Assistenten Willy Merté politisch angezeigt, worauf die Gestapo auf ihn aufmerksam wurde. Als Folge dieser Denunziation wurde Wandersleb am 9. Februar 1939 von der Zeiss-Geschäftsführung fristlos aus seiner Stellung als Leiter der Abteilung Photo enthoben und jegliche Verbindung mit der Photoabteilung gekappt. Seine Kinder emigrierten, seine Frau wurde in das KZ Theresienstadt deportiert, wo sie das Kriegsende knapp überlebte.
Nach dem Kriegsende wurde Wandersleb wieder in den Kreis der „Zeissianer“ aufgenommen und rehabilitiert. Endlich konnte er sich der Forschung widmen. In seinem oben bereits angesprochenen Werk über die Lichtverteilung im Großen stellte er Irrtümer über das cos⁴-Gesetz richtig. In einer weiteren Monographie über die Lichtverteilung im Kleinen beschäftigte sich Wandersleb mit der geometrisch optischen Betrachtung der Kaustikfigur. Wandersleb hatte dazu bei Zeiss einen Kaustikprüfstand für Objektive entwickelt. Ernst Wandersleb ging am 30. Juni 1957 nach 56 Dienstjahren in den Ruhestand. Er starb im Frühjahr 1963 nur wenige Wochen nach dem Tode seiner Ehefrau, mit der er seit 1906 verheiratet war.
Neben der Physik interessierte sich Ernst Wandersleb auch für Astronomie, Zoologie und die Kunst. In Jena ist Wandersleb auch als Förderer des Musiklebens bekannt geworden. So gründete er u. a. den „Akademischen Chor“, der sich ab 1918 in „Philharmonischer Chor“ umbenannte, neu.

## Ballonfahrt
Ernst Wandersleb, der ab 1905 Mitglied im „Deutschen Verein für Luftschifffahrt“ war, unternahm im gleichen Jahr seine erste Ballonfahrt – eine Leidenschaft, die ihn fortan nicht mehr los ließ. Später legte er die Prüfung zum Ballonführer ab und 1908 gründete er zusammen mit Jenaer Professoren und Kollegen der Firma Carl Zeiss den „Thüringischen Verein für Luftfahrt“. 1909 unternahm er seine erste selbständige Fahrt. Seine Ballonfahrten unternahm Wandersleb als Mitarbeiter der photographischen Abteilung von Carl Zeiss Jena, stets mit den leistungsfähigsten Kameras und der modernsten Fotooptik seiner Zeit ausgerüstet. Auf seinen mehr als 40 Ballonfahrten bis 1913 sammelte Wandersleb Erfahrungen, die ihm im Zeisswerk für die Konstruktion von Geräten zur Erkundung aus der Luft weiterhalfen. Hierbei entstand eine Sammlung von mehreren Hundert Luftbildern von weiten Teilen Mitteldeutschlands. Bei vielen der sensationellen Aufnahmen in brillanter Qualität handelt es sich um die frühesten Luftbilder der jeweiligen Orte oder Landschaften. Die bemerkenswert ausführlich dokumentierte Sammlung von Ernst Wandersleb mit mehr als 800 eigenen und fremden Luftaufnahmen der Ballonfahrten befindet sich seit 1962 im Archiv für Geografie des Leibniz-Institutes für Länderkunde (IFL) in Leipzig. Nachdem Wandersleb Leiter der Abteilung Photo geworden war, musste er jedoch die in der damaligen Zeit noch recht gefährliche, Leidenschaft des Ballonfahrens beenden. Gleiches galt für die Bergsteigerei, welche Wandersleb ebenso begeisterte; 1911 hatte er u. a. den 4810 Meter hohen Mont Blanc bezwungen.